# J. D. McKissic
Joshua Dobbie McKissic (* 15. August 1993 in Phenix City, Alabama) ist ein ehemaliger US-amerikanischer American-Football-Spieler auf der Position des Runningbacks. Er spielte unter anderem für die Seattle Seahawks und die Washington Football Team/Washington Commanders in der National Football League (NFL).

## Leben
McKissic ging auf die Highschool in seiner Geburtsstadt Phenix City, Alabama. Von 2011 bis 2015 besuchte er die Arkansas State University. Bereits in seinem ersten Jahr erzielte er für das Collegefootballteam 103 Passfänge für 1022 Yards auf der Position des Wide Receivers und wurde somit zum Sun Belt Conference Freshman of the Year ausgezeichnet. In den darauffolgenden Jahren wurde er vermehrt auf der Position des Runningbacks und als Return Specialist eingesetzt.

## Karriere

### Atlanta Falcons
Nachdem McKissic im NFL-Draft 2016 nicht berücksichtigt worden war, unterschrieb er einen Vertrag bei den Atlanta Falcons. Sein erster Ballkontakt in der NFL war ein 101-Yard-Kickoff-Return-Touchdown in einem Preseasonspiel gegen die Washington Redskins. Am 4. September 2016 wurde er in den Practice Squad der Falcons aufgenommen. Am 16. Dezember 2016 wurde er in den aktiven Kader befördert, jedoch drei Tage später wieder entlassen.

### Seattle Seahawks
Am 20. Dezember 2016 nahmen ihn die Seattle Seahawks unter Vertrag. Am 17. Spieltag absolvierte McKissic sein NFL-Debüt im Spiel gegen die San Francisco 49ers. In diesem Spiel gelangen ihm zwei Passfänge für 16 Yards. Am vierten Spieltag der Saison 2017 gelang ihm sein erster Touchdown in der NFL im Spiel gegen die Indianapolis Colts, nach einem 27-Yard-Passfang. Am 31. August 2019 wurde er von den Seahawks entlassen.

### Detroit Lions
Am 13. September 2019 nahmen ihn die Detroit Lions in ihrem Kader auf. Er absolvierte alle 16 Saisonspiele für die Lions (Ein Touchdown).

### Washington Football Team / Commanders
Am 26. März 2020 unterschrieb McKissic einen Zwei-jahres-Vertrag bei dem Washington Football Team. In seinen drei Saison in Washington erzielte er drei erlaufene Touchdowns und vier Touchdowns nach Passfängen. Am 15. März 2023 wurde er von den Washington Commanders entlassen.